# 西廍
西廍是臺灣臺南市學甲區的一個傳統地域名稱，是舊時學甲十三庄中洲庄頭中的角頭聚落之一，為學甲慈濟宮八選區中的西郊區，行政區曾經與謝厝寮、竹圍港、棧療、二重港等庄頭聚落，組成中洲四里中的西進里。民國95年（2006年）08月因臺南市進行里鄰編組及調整，又與民吉、西進、光明及白渚4里合併為中洲里。 

## 地理位置
西廍（Sai-phōo）位於頭前寮西北邊，西邊則鄰近二重港，東邊與中州相對，南則到將軍溪畔。

## 庄頭脈絡
早期漢人在學甲的開發，大多分由海、陸二路進入拓荒開墾，而當鄭成功攻臺時的運糧官有陳、邱、侯、王、林、李等6姓，在登陸頭港後沿倒風內海進入中洲，並且也都是以姓氏為主的擴墾。之後各開墾不同地區，如陳姓移往過港仔、灰磘港、學甲、頂草坔，侯姓移往二重港，李姓移往渡仔頭，西廍地區則大多為王姓所移墾。
後來鄭成功發起屯墾政策，並由陳永華設官廍令其種植甘蔗以利經濟發展，陳姓祖先亦在中洲西邊設廍所，因此本地除王姓為最大性之外，亦有少部分陳姓。此外，之所以將此地稱之為「西廍」，主要乃早期製糖之地通常都叫做「廍」，也就是做糖的地方之意，並且聚落又處於中洲的西邊。

## 交通
西廍聚落雖不大，然南市174線卻貫穿其中，174線經過二重港「竹圍仔」之後，即進入學甲區境內而在5K+500M（往南200米）由西往東進入了中洲地區，最先抵達的庄頭便是西廍，且離174線主幹道（路南）約百米。由西往東可分成3大地區，分別是：中洲地區、學甲地區、山寮地區，主線庄社為中洲地區：西廍、謝厝寮、中洲、東頭角、過港仔、新筏仔頭 、學甲等聚落。整個區域大抵由174線5公里處綿延至13.5公里處，總長度約為8.5公里。

## 宗教
西廍聚落人口不是很多，因而庄內並無廟（公廟），不過聚落村民仍有祭祀清水祖師、觀音佛祖、李府千歲以及中壇元帥等神祇，居民以「跋爐主」方式來輪流奉祀，且每年以農曆4月26日（即李府千歲誕辰日）為歲時例祭日。此外，西廍雖是一個小聚落，但居民卻抱著輸人毋輸陣的觀念，因而每年也都會出轎並且兼出陣頭參與學甲上白礁的祭典活動。
而在每逢子、辰、申年4年一科舉行的學甲香，因為香陣到此多已是晚間的10點過後，並且這裡是學甲香進入將軍溪畔大道公埔白礁亭舉行謁祖祭典前的最後一個庄頭，因地理位置極為特殊，故而隊伍在過了此庄之後，表示香陣可以暫時休息了。

## 圖集

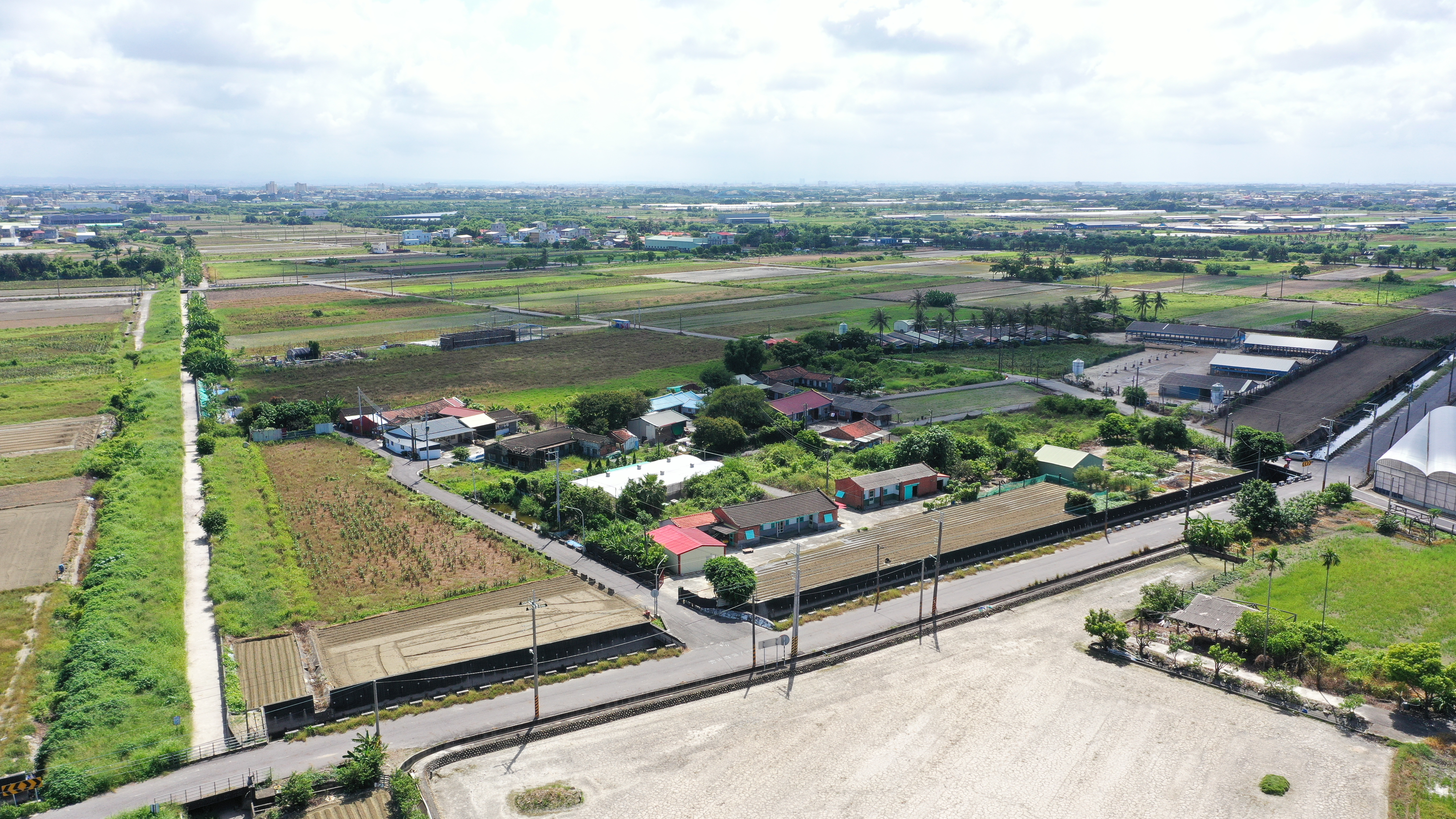
學甲西廍-空照
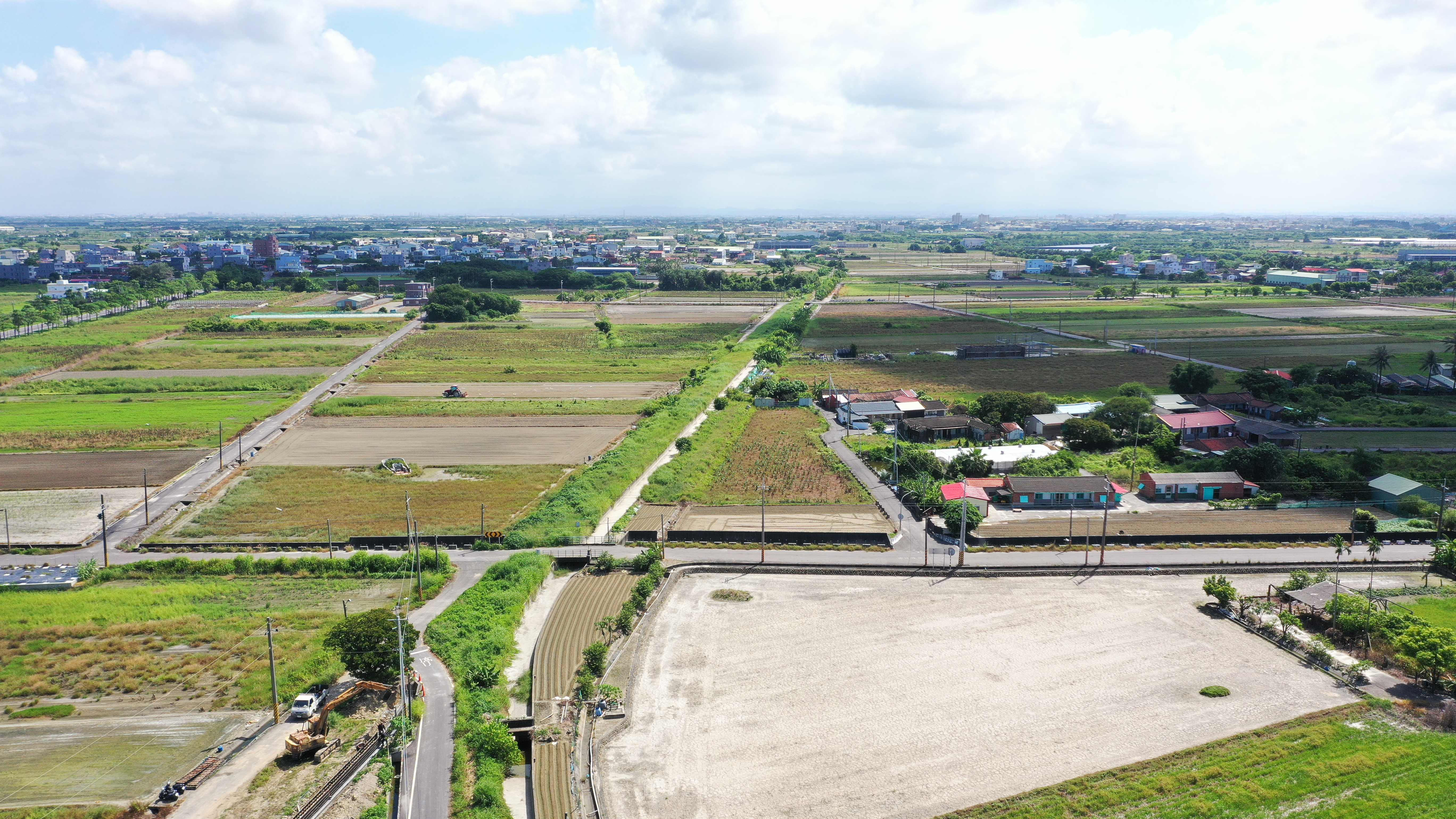
學甲西廍-農田
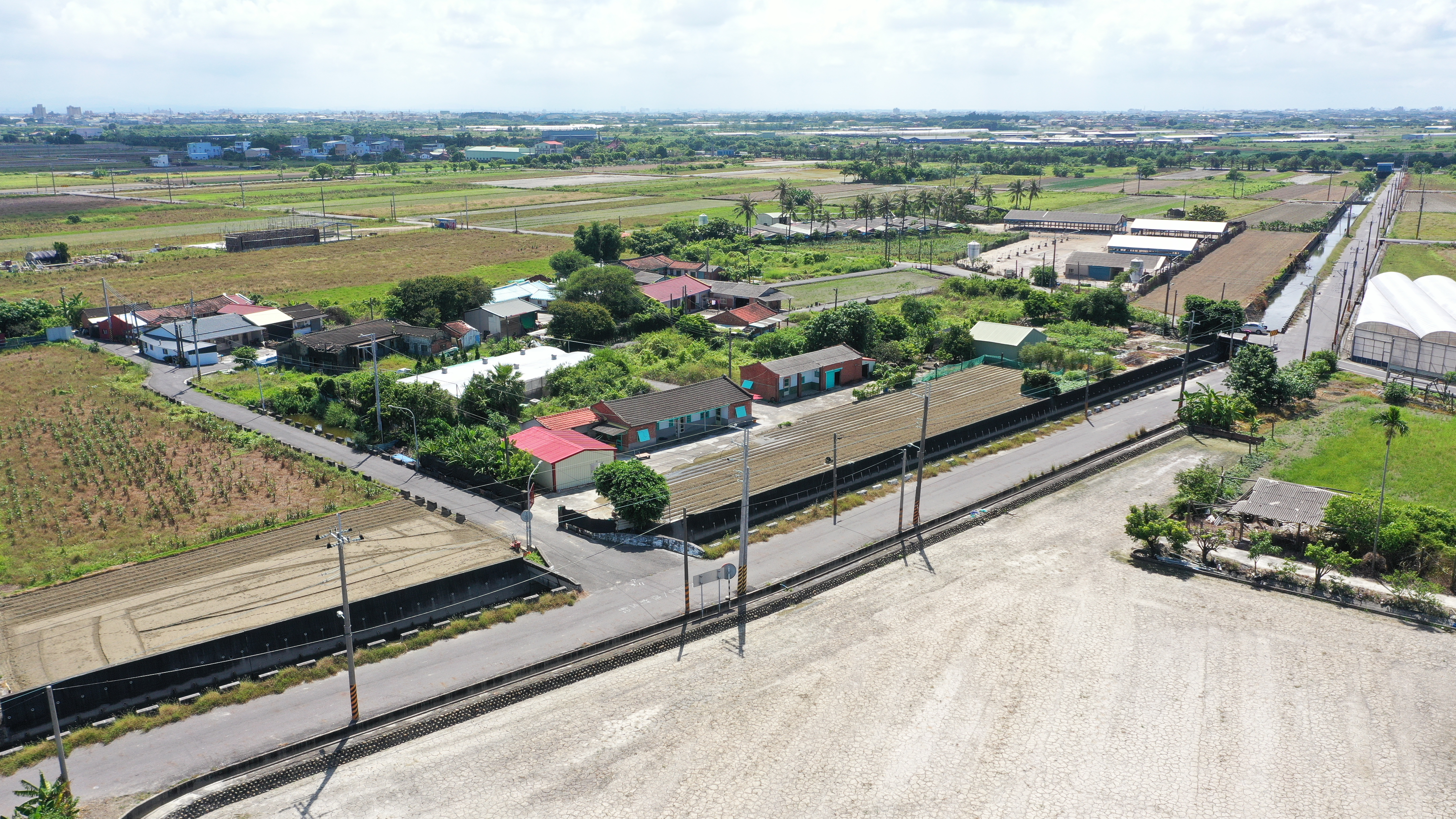
學甲西廍-屋舍